# Rhagonycha dolini
Rhagonycha dolini es una especie de coleóptero de la familia Cantharidae.

## Distribución geográfica
Habita en Rusia.